# Estádio Brinco de Ouro da Princesa
Estádio Brinco de Ouro da Princesa (w tłumaczeniu: złoty kolczyk księżniczki) – stadion piłkarski w Campinas, São Paulo, Brazylia, na którym swoje mecze rozgrywa Guarani FC.

## Historia
31 maja 1953 – inauguracja
1974 – I rozbudowa
1979 – II rozbudowa
15 kwietnia 1982 – rekord frekwencji
2002 – I przebudowa
2006 – II przebudowa